# 黄龙洞 (张家界)
黄龙洞位于中国湖南张家界武陵源风景名胜区，是国家首批4A级旅游景区。
黄龙洞总面积达10万平方米，全长7.5公里，属喀斯特岩溶地貌，以“高阔的洞天、幽深的暗河、密集的石笋”而闻名。洞内分两层旱洞、两层水洞，游览线路兼顾徒步与暗河游船，有龙舞厅、响水河、花果山、天柱街、龙宫等景观，洞中20米高的钟乳石柱“定海神针”为其标志景点。。
1985年，地质部70多位专家考察结论为：黄龙洞包含了洞穴学的全部内容，是中国溶洞的“全能冠军”，亦是世所罕见。1993年，原中国科学院院长周光召等15位科学家认为:“跑遍天下，黄龙洞是我们所见到过的规模最大、内容最全、景色最美的溶洞。”2001年，黄龙洞被评为国家首批4A级旅游景区。